# Behaarde boterbloem
De behaarde boterbloem (Ranunculus sardous Crantz) is een plant uit de ranonkelfamilie. De plant lijkt op de knolboterbloem (Ranunculus bulbosus L.) maar heeft geen knol.

## Beschrijving
Afmeting: 15 tot 50 cm.
Levensduur: Eenjarig.
Bloeimaanden: Mei t/m september.
Stengels: De stengels zijn afstaand behaard. De lichtgroene stengelvoet is niet of nauwelijks verdikt (een verschil met Knolboterbloem). De planten vormen naar boven toe breder wordende polletjes.
Bladeren: De lichtgroene bladen zijn tot de voet in drieën gedeeld. Ze zijn vaak glanzend met lichtere vlekken.
Bloemen: De lichtgele bloemen zijn 1,2 cm tot 2,5 cm groot. De kelkbladen zijn teruggeslagen. De bloembodem is behaard. De bloemstelen zijn gegroefd.
Vruchten: De vruchtjes hebben langs de rand vaak een rij knobbeltjes en meestal een korte bijna rechte snavel.

## Biotoop
Bodem: Zonnige, min of meer open plaatsen op vochtige tot vrij natte, voedselrijke, vaak vrij kalkarme, dichtgeslagen grond. Ook op brakke grond.
Groeiplaatsen: Open grasland (vaak in natte, brakke weilanden), dijken, wintergraanakkers op leem of löss, braakliggende grond, langs spoorwegen, bij ingangen van akkers, wegranden en langs duinpaden.

## Verspreiding
Wereld: Middellandse Zeegebied en West- en Midden-Europa.In Noord-Amerika is de plant geïntroduceerd.
Nederland: Plaatselijk vrij algemeen in Zeeland, Noord- en Zuid-Holland en het Waddengebied, vrij zeldzaam in Zuid-Limburg en langs het IJsselmeer, elders zeer zeldzaam.
België: Vrij algemeen in het kustgebied, Brabant en het Maasgebied, vrij zeldzaam in Vlaanderen, elders zeldzaam tot zeer zeldzaam.